# Char siu
Le char siu (chinois : 叉燒 ; pinyin : chāshāo ; Wade : chʻa¹-shao¹ ; cantonais Jyutping : caa¹siu¹ ; cantonais Yale : chāsīu ; litt. « fourchette-rôti » ou chasu, cha siu, cha shao, char siew) est une façon courante de parfumer et de préparer un barbecue de porc dans la cuisine cantonaise. C'est un type de siu mei (燒味), de la viande rôtie cantonaise.

## Viandes
Les morceaux de porc choisis sont variés, mais on se sert principalement de la longe, de la poitrine et de l'échine.

## Cuisine chinoise
Le char siu désigne la méthode de cuisson de morceaux de porc désossés embrochés et cuits soit dans un four fermé, soit sur le feu.

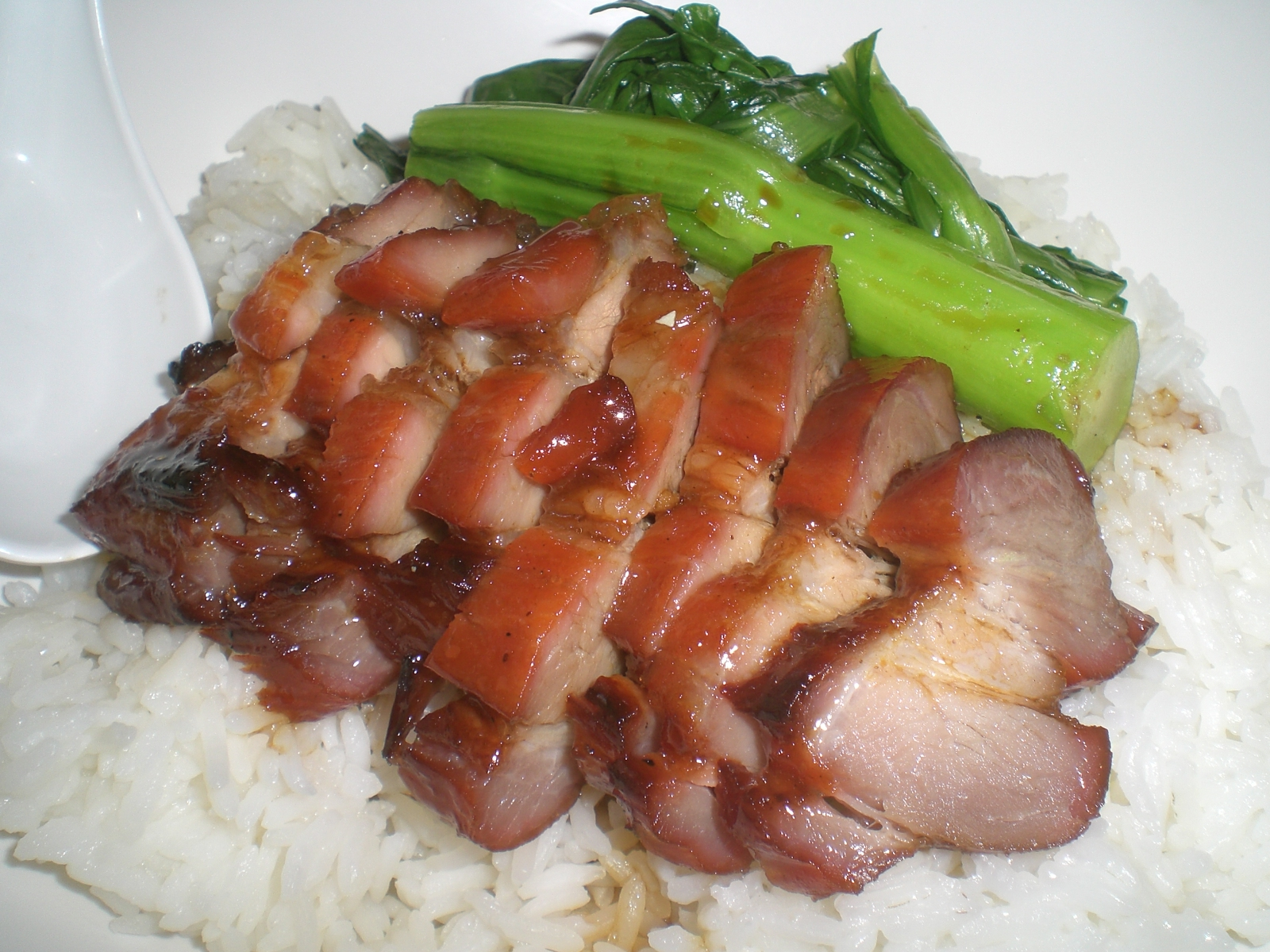
Un plat de riz char siu.

Auparavant, le sanglier et les cochons sauvages étaient utilisés pour le char siu. Aujourd'hui, le porc prédomine, assaisonné d'un mélange de miel, de cinq épices, de hóngfǔrǔ (tofu fermenté), lao chou (sauce soja ; 老抽), de sauce hoisin (海鮮醬), de colorant alimentaire rouge, de sherry ou de huangjiu.
Le char siu est typiquement consommé dans un beignet (cha siu baau ; 叉燒包), avec des nouilles (cha siu mein ; 叉燒麵), ou avec du riz (cha siu fan ; 叉燒飯) en restauration rapide ou comme plat principal à domicile.

## Cuisine de Hong Kong
À Hong Kong, on retrouve le char siu dans des restaurants siu mei spécialisés en viande, qui proposent au-delà du char siu de porc, du poulet sauce de soja, de l'oie rôtie, du siu yuk, etc. Ces établissements exposent leurs plats en vitrine, où le char siu peut être mangé sur place ou à emporter, telle une rôtisserie.

## Cuisines d'Asie du Sud-Est et d'autres territoires

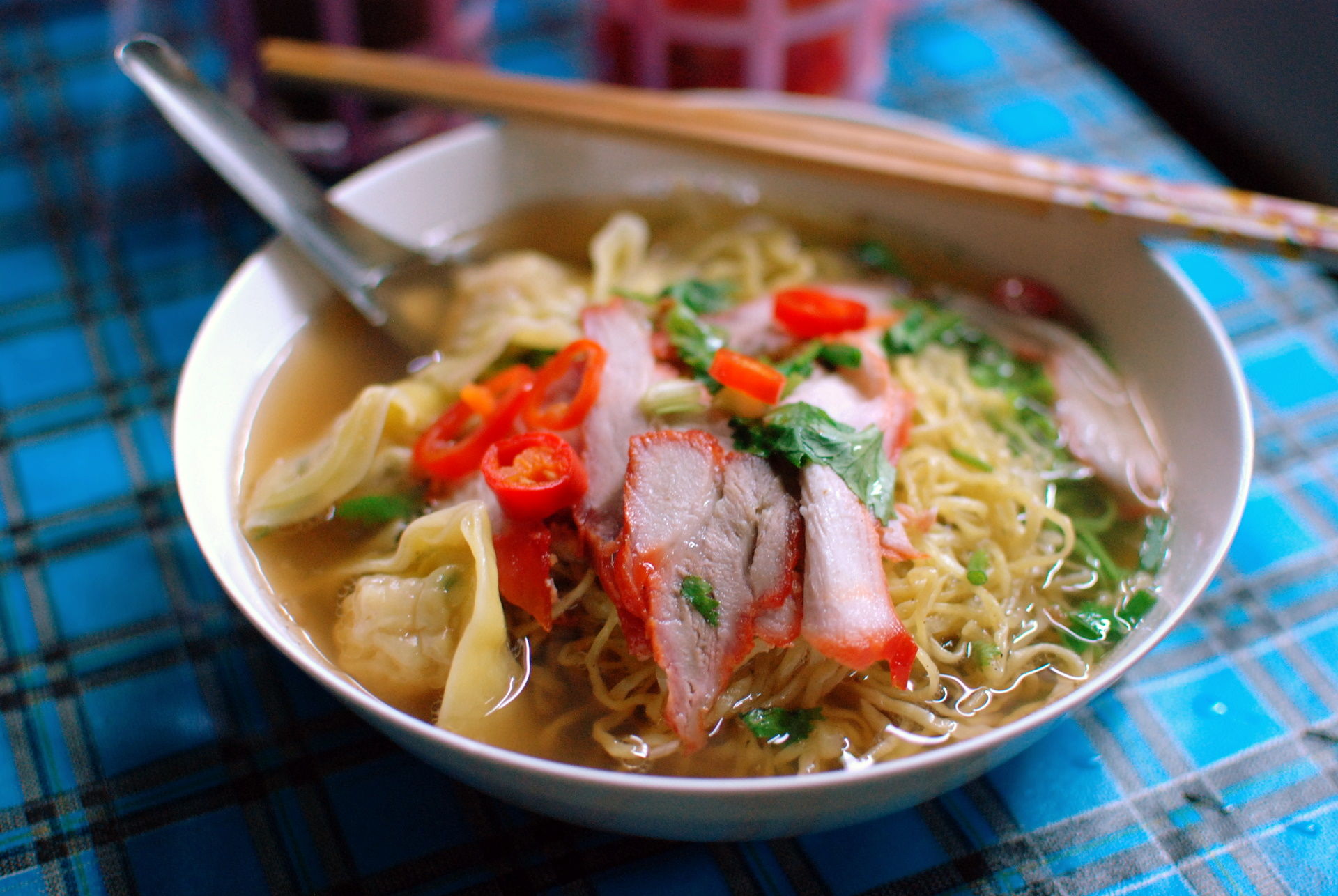
Char siu servi avec une soupe de nouilles à Chiang Mai (Thailande).

En Malaisie, à Singapour, au Vietnam et en Thailande, le char siew rice se trouve dans les étals chinois (shāolà ; 烧腊). Il est préparé avec du riz, du concombre, du riz blanc et de la sauce de soja. On le retrouve dans le riz au poulet hainanais, servi soit avec du riz blanc ou du riz aromatisé au poulet.
En Thaïlande, il est appelé mu daeng (หมูแดง ; « porc rouge »).
Aux Philippines, on l'appelle asado.
Au Vietnam on l'appelle xa xíu (transcription du nom cantonais), et il se mange généralement de la même façon. En tant que viande froide, il fait aussi partie de la garniture du bánh mì thịt (sandwich vietnamien, appellation simplìfiée en France en Bánh mì).
A l'île de la Réunion (France) c'est un mets populaire appelé sarcive, créolisation du nom cantonais. Les week-ends en saison sèche, on trouve aux carrefours des grandes agglomérations de l'Ouest de l'île des camionnettes de cuisine ambulante qui le proposent, à côté d'autres viandes rôties notamment poulets. Probablement parce que c'est dans cette partie de l'île que se trouvent les plages propices au pique-nique. Ces cuisiniers ambulants ont aussi adopté le four chinois que l'on peut voir à côté de leurs véhicules, grand cylindre vertical en inox chauffé par un braséro placé en bas, donc sans besoin d'électricité.

## Cuisine japonaise

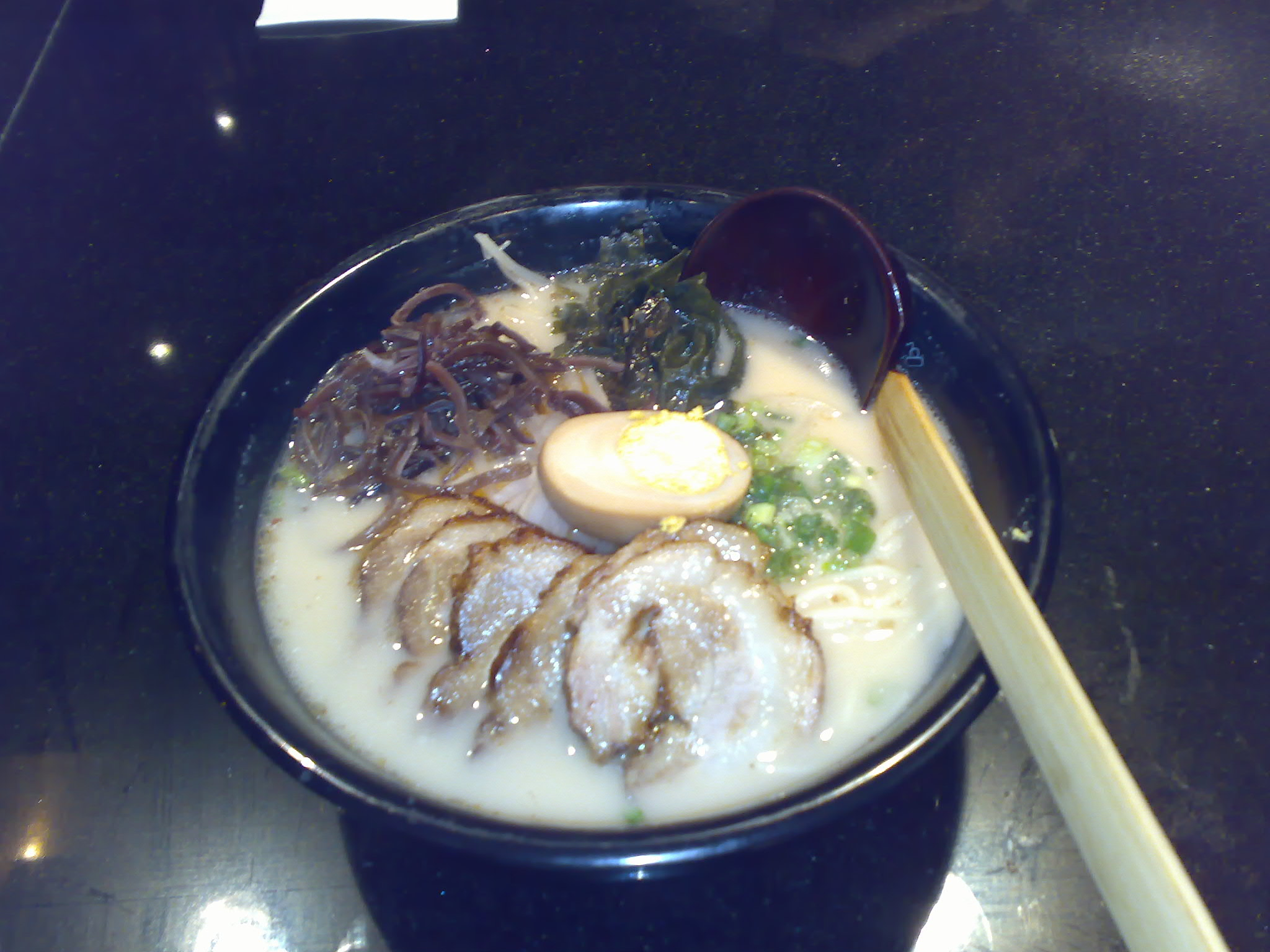
Chāshū rāmen.

La culture japonaise a adopté le char siu et traduit en chāshū. Contrairement à la version chinoise, la viande peut être préparée sous forme de rôti (roulée et ficelée) puis cuite à basse température dans un mélange contenant généralement de la sauce soja, du saké, du mirin et du sucre. C'est un ingrédient courant accompagnant les rāmen.